# جيمس إف. أيرز
جيمس إف. أيرز (بالإنجليزية: James F. Ayers)‏ هو عسكري أمريكي، ولد في 1847 في الولايات المتحدة، وتوفي في 18 يناير 1895 في فورت رايلي في الولايات المتحدة.